# امامزاده
امامزاده به فرزند یا نوادهٔ یکی از امامان شیعه و نیز مقبرهٔ آن‌ها گفته می‌شود. شیعیان معتقدند که این امامزاده‌ها قدرت معجزه و شفا دادن بیماری‌ها را دارند. تعداد بسیاری امامزاده در ایران و تعدادی در عراق وجود دارند. بر طبق آمار، در ایران حدود ۱۱۰۰۰ امامزاده و در عراق حدود ۸۰۰ امامزاده وجود دارد.
بقاع امامزاده‌ها در ایران را سازمانی به نام سازمان اوقاف و امور خیریه اداره می‌کند. پس از انقلاب ۵۷، تعداد بقاع امامزادگان در ایران به شکل چشمگیری افزایش یافت؛ به‌طوری‌که تعداد امامزاده‌های ایران که در سال ۱۳۵۷، حدود ۱۵۰۰ بقعه برآورد شده بود، با گذشت بیش از چهار دهه، به حدود ۱۱ هزار بقعه رسیده و این بدین معناست که به‌طور متوسّط، سالانه بیش از ۳۰۰ امامزاده در ایران ساخته یا شناسایی می‌شود.

## تاریخچه
مورخان شیعه علل متعددی را در خصوص مهاجرت گسترده فرزندان امامان شیعه به ایران ذکر کرده‌اند. مهم‌ترین آن‌ها عبارت‌اند از:
- امنیت موجود در ایران بعد از سده ۲ هجری قمری، به علت دوری مسافت از بغداد و شام
- محبوبیت در بین مردم ایران به ویژه در مناطق شیعه‌نشین و فضای مناسب برای ترویج و تبلیغ مذهب تشیع و مسائل فقهی و شرعی
- جذب نیرو برای قیام علویان زیدی

وجود امام‌زاده‌ها و سایر عناصر مذهبی، گاهی باعث ایجاد یا گسترش شهر یا روستا در اطراف خود شده‌اند. این شهرها یا روستاها در مواقعی حتی نام همان امام‌زاده را به عنوان نام برگزیده‌اند. از آن جمله می‌توان به شهر مشهد، که نام کنونی آن اشاره به کشته شدن علی بن موسی الرضا در آن‌جا دارد یا شهرهای شهرضا، صالح‌آباد یا پیشوا که تا قبل از دوران پهلوی امام‌زاده جعفر نامیده می‌شد که از نام امام‌زاده‌های مدفون در آن‌ها گرفته شده است. شهر قم نیز پس از درگذشت فاطمه معصومه و ساخت حوزه‌های علمیه در آنجا اهمیت و گسترش یافت.

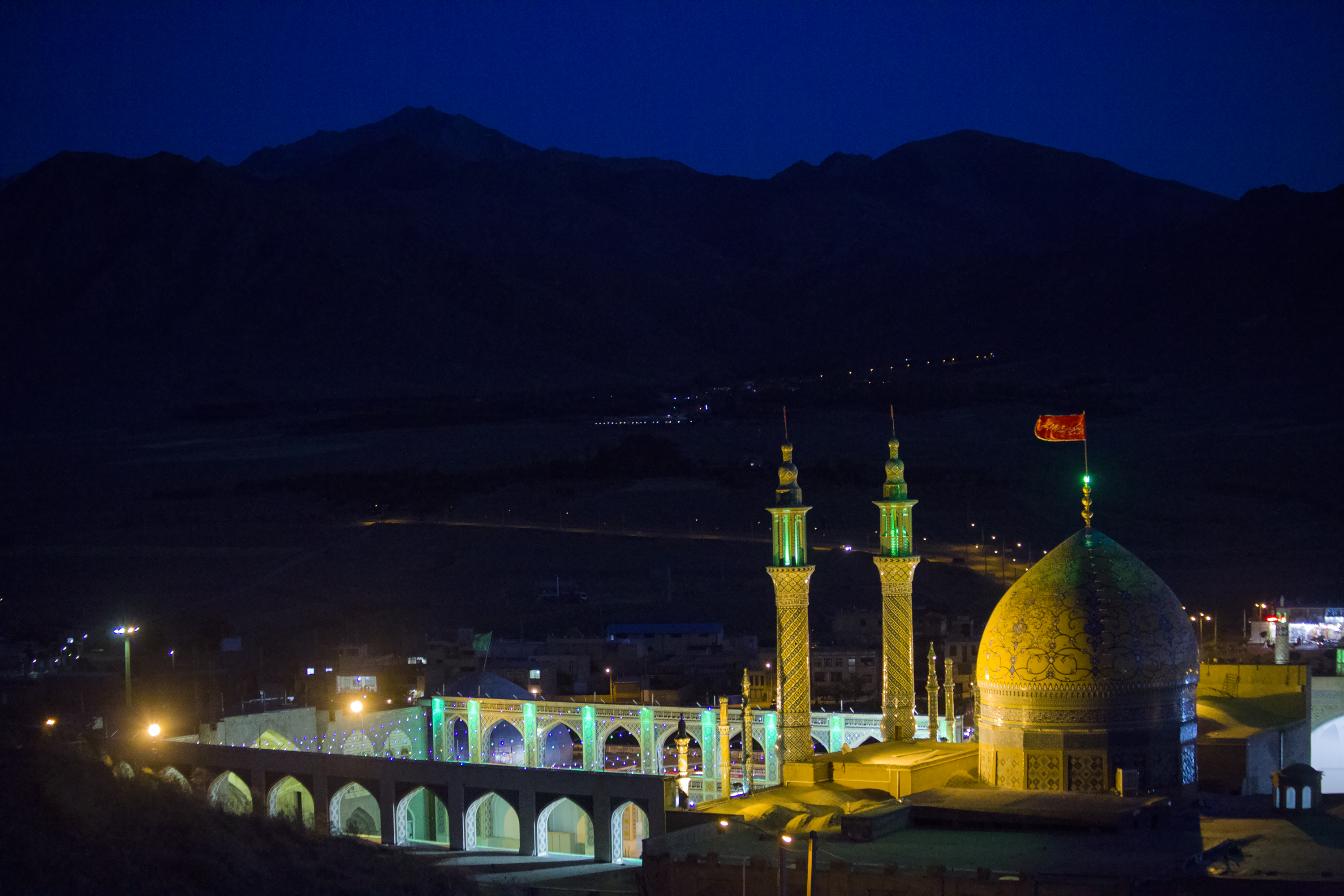
نمایی از امامزاده سلطان علی بن محمد باقر در ایران

## امام‌زاده‌ها در ایران

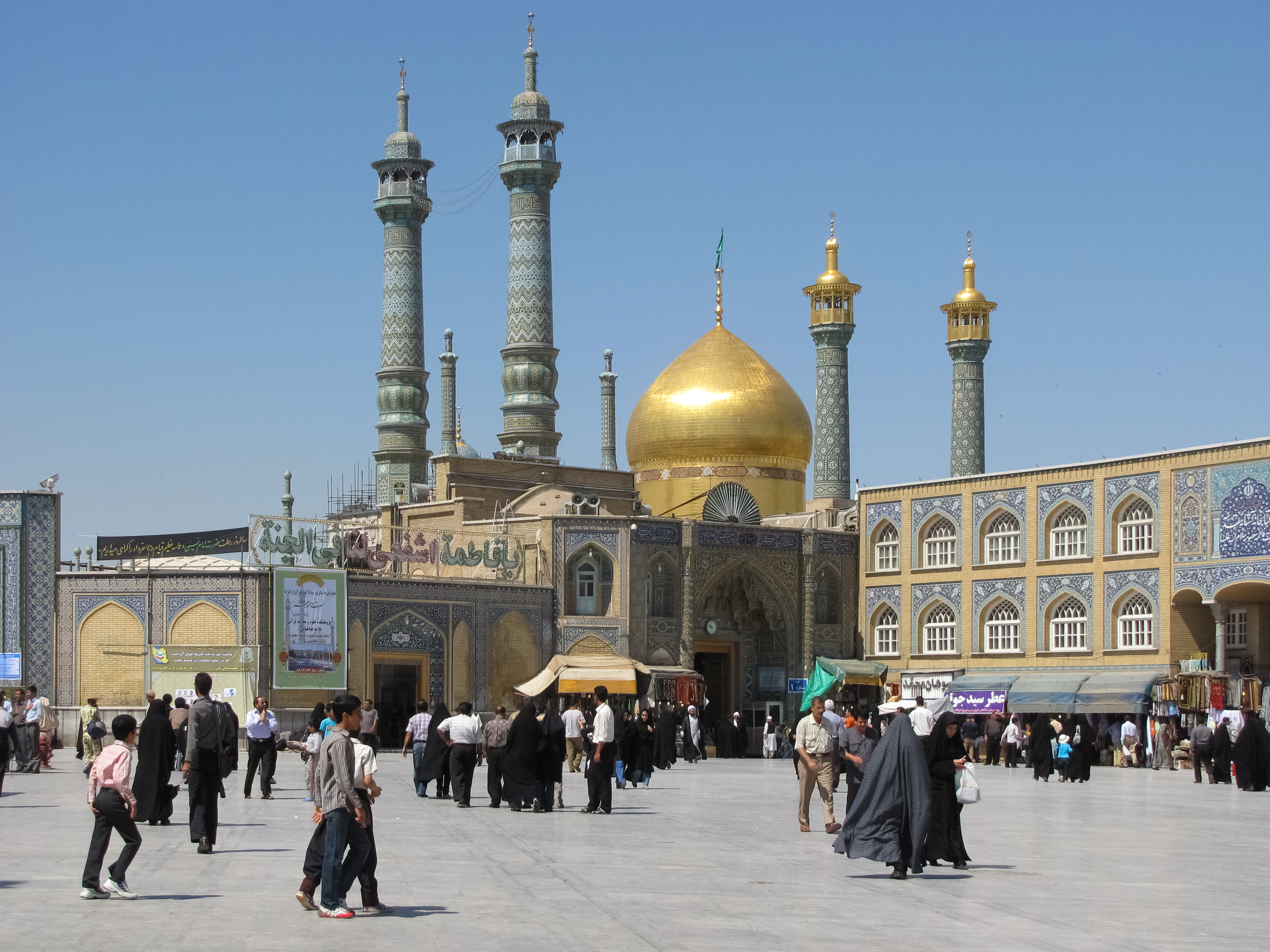
حرم فاطمه معصومه از امامزادگان معروف ایران

بر اساس برخی آمار منتشر شده تعداد مقبره امام‌زادگان ایران در اوایل انقلاب اسلامی یک هزار و پانصد مقبره بوده و بنابر آمارهای رسمی تا سال ۱۳۹۰ بالغ بر ۱۰ هزار و پانصد مقبره رسیده است. تعداد امام‌زاده‌ها در طول ۳۰ سال ۷ برابر شده و این بدان معناست که طی سال‌های گذشته به‌طور میانگین، سالانه تعداد ۳۰۰ امام‌زاده جدید در ایران مورد شناسایی قرار گرفته است.این در حالیست که بالغ بر ۸۰۰۰ عدد از این امام‌زاده‌ها فاقد سند و شجره‌نامه هستند.
امامزاده‌های ایران در سال ۱۳۵۷، حدود ۱۵۰۰ بقعه برآورد شده بود، اما با گذشت بیش از سی سال، تعداد این امامزاده‌ها به نزدیک ۱۱ هزار بقعه رسیده و این به آن معنا است که به‌طور متوسط، سالانه بیش از ۳۰۰ امامزاده در ایران شناسایی می‌شود. سال ۹۱ خبرگزاری ایلنا در گزارشی نوشت که تنها دو هزار امامزاده سند و شجره نامه دارند.

### امام‌زاده‌های جعلی
بسیاری از امام‌زاده‌های ایران فاقد سند و شجره‌نامه هستند و بر صحت تاریخی آن‌ها نقدهایی وارد شده است، که از معروفترین آن‌ها می‌توان به بی‌بی شهربانو، امام‌زاده قاسم و امام‌زاده قلقلی اشاره کرد.
به گفته مدیرکل اوقاف گیلان، تا کنون ۱۳ امام‌زاده جعلی در این استان تخریب شده است.

### مجلس
نمایندگان مجلس از عدم برخورد مسئولان سازمان اوقاف با امام‌زاده‌های بدون شجره انتقاد کردند و این سازمان را تهدید به پیگیری طرح تحقیق و تفحص کردند.

## حواشی

### سازمان اوقاف و امور خیریه
نماینده مردم رشت در مجلس، در مصاحبه‌ای گفت که سازمان اوقاف و امور خیریه یک زمین‌خوار بزرگ است و او معتقد است که زمین خواری‌های بزرگ در کشور ایران را سازمان‌ها و نهادها انجام می‌دهند و کمتر افراد حقیقی به دنبال زمین خواری هستند که در رأس آن‌ها سازمان اوقاف و امور خیریه است. وی همچنین در مصاحبه‌ای اعلام کرد که مستنداتی وجود دارد که سازمان اوقاف مجوز ساخت‌وساز به مستأجرین خود داده است.

#### فساد و زمین خواری
در شهریورماه ۱۳۹۰ محمدعلی پورمختار؛ رئیس کمیسیون اصل ۹۰ مجلس شورای اسلامی اظهار داشت که سازمان اوقاف و امور خیریه به یک زمین‌خوار بزرگ تبدیل شده است و این موضوع را یک فاجعه بزرگ خواند. او گفته است «اوقاف ادعای موقوفه بودن زمین‌های منابع طبیعی را می‌کند و برخی از آن‌ها اجاره داده و مجوز ساخت و ساز صادر کرده است.» «در حالی که اوقاف اجازه صدور مجوز ساخت و ساز را ندارد و تنها از نام ولایت سوء استفاده کرده است و نباید این اتفاق روی بدهد.»
معاون سازمان اوقاف در واکنش به این ادعاها گفته است «برخی سواد وقف و انفال و مدیریت اوقاف با نگاه شرعی را ندارند، باید بروند یاد بگیرند و بعد سخن بگویند.» که خود با واکنش غلامعلی جعفرزاده ایمن‌آبادی — مسئول بازرسی سازمان اوقاف در کمیسیون اصل نود — رو به رو شد که ضمن دعوت از مسئولان سازمان اوقاف برای مناظره به برخی از تخلفات صورت گرفته از جمله واگذاری برخی معادن موقوفه بدون مزایده به شرکت‌های پیمانکاری، پرداخت برخی حق نظارت‌ها به رئیس سازمان وقت تا آینده دور، واگذاری برخی موقوفات به بستگان در لواسانات، عمل کردن برخلاف نیات واقفان، برداشت‌های غیرقانونی از عواید موقوفات به نام برنامه‌های مدیریتی (برای نمونه برداشت از محل موقوفات برای خرید و ساخت ساختمان مرکزی سازمان اوقاف و پرداخت‌های غیرقانونی به برخی روزنامه‌ها که گاه منتسب به خودشان بوده است) اشاره کرد
معاون اوقافی، حقوقی و امور مجلس سازمان اوقاف و امور خیریه با بیان اینکه اخیراً برخی صحبت‌ها در خصوص زمین‌خوار بودن اوقاف مطرح شده است، گفت: لازم است بگوییم اوقاف زمین‌دار بزرگ است و با وجود این همه زمین نیازی به زمین خواری ندارد و برخی با این اظهارنظرها به دنبال سیاه‌نمایی علیه اوقاف هستند و باید دید چه سودی از این سیاه‌نمایی می‌برند؟

#### بودجه سازمان اوقاف و امور خیریه
سازمان اوقاف و امور خیریه در سال ۱۴۰۲ حدود ۷۶۲ میلیارد و ۸۸۳ میلیون تومان بودجه داشته که از این مبلغ ۴۳۸ میلیارد و ۵۶۰ میلیون تومان تحقق پیدا کرده است. نکته قابل ذکر در بودجه این سازمان سنگینی کفه ترازو به سمت اعتبارات عمرانی است؛ به‌طوری‌که از مجموع بودجه در نظرگرفته‌شده ۶۶۵ میلیارد تومان اعتبار عمرانی بوده که ۳۸۰ میلیارد تومان از آن تخصیص پیدا کرده است.
سازمان اوقاف و امور خیریه از آن جهت شبه‌دولتی خوانده می‌شود که در ظاهر تحت نظارت وزارت فرهنگ و ارشاد اسلامی است، اما ریاست آن را رهبر جمهوری اسلامی تعیین می‌کند. گزارش‌های عملکرد این سازمان برای دفتر رهبر جمهوری اسلامی ارسال می‌شود و تنها در صورت صلاحدید، نسخه‌ای از آن هم در اختیار وزیر فرهنگ و ارشاد اسلامی جهت اطلاع قرار می‌گیرد.
در واقع، وزیر فرهنگ و ارشاد اسلامی هم هیچ نظارتی بر عملکرد این سازمان ندارد و پیرو آن مجلس هم نمی‌تواند از وزیر فرهنگ و ارشاد اسلامی دربارهٔ عملکرد این سازمان پاسخ بخواهد.
«ثروتمندترین و پردرآمدترین سازمان دولتی ایران»؛ این تعبیری است که برای سازمان اوقاف و امور خیریه به کار می‌رود؛ سازمانی که نه آمار دقیقی از تعداد موقوفات آن وجود دارد و نه گزارشی از درآمدهایش. هرآنچه هست، اظهارات پراکنده‌ای است که مقامات این سازمان در دو دههٔ اخیر گفته‌اند و اغلب هم ضدونقیض.

### افزایش تعداد امام‌زاده‌ها
طبق آمار رسمی، بیش‌از ۸۰۰۰ امام‌زادهٔ قانونی و ثبت‌شده در ایران وجود دارد. اما مؤسسه دایرة المعارف بقاع متبرّکه ادّعا کرده تاکنون تعداد ۸۱۸۶ باب از بقاع متبرّکه را در کلّ کشور شناسایی نموده که در این اماکن تعداد ۱۰۶۹۱ تن از امامزادگان و پیامبران الهی مدفون هستند. همچنین تعداد بسیاری امام‌زاده نیز وجود دارند که به علُت خواب‌نما شدن افراد ساخته می‌شوند؛ بسیاری از آن‌ها را بعداً (همانند شمال کشور) مراجع قانونی تخریب می‌کند.
البته طبق اعلام بی‌بی‌سی فارسی، تعداد امامزاده‌های ثبت‌شده در ایران حدود ۱۱۰۰۰ بقعه است.

## امامزاده‌های جنجال‌برانگیز

### امامزاده بیژن
به نقل از بی‌بی‌سی، این امامزاده در استان مازندران واقع شده است. انتشار عکس تابلوی این امامزاده در اینترنت سبب شگفتی و گاه شوخی کاربران قرار گرفت. به گفته معاون سازمان اوقاف، نام اصلی این امامزاده سید محمد بوده است. با توجه به اینکه امام‌زاده سید محمد در محلی یا روستایی واقع شده بود که مردم این مکان را بی‌جن تلقی می‌کردند (یعنی مکانی بدون وجود جن)، بر همین اساس امام‌زاده سید محمد نیز در میان مردم به عنوان امامزاده بی‌جن و سپس در محاوره روزمره بیژن رواج یافت.

### امامزاده قلقلی
این امامزاده در نزدیکی گیلان است. علّت نام آن هم این است که عده‌ای از مردم برای گرفتن به اصطلاح حاجت جلوی در ورودی آن قل می‌خورند.

### امامزاده تراکتور
این امامزاده در نزدیکی یاسوج است. علّت نام آن هم این است که عده‌ای از مردم برای گرفتن به اصطلاح حاجت به تراکتور قفل و دخیل می‌بندند.

## نگارخانه

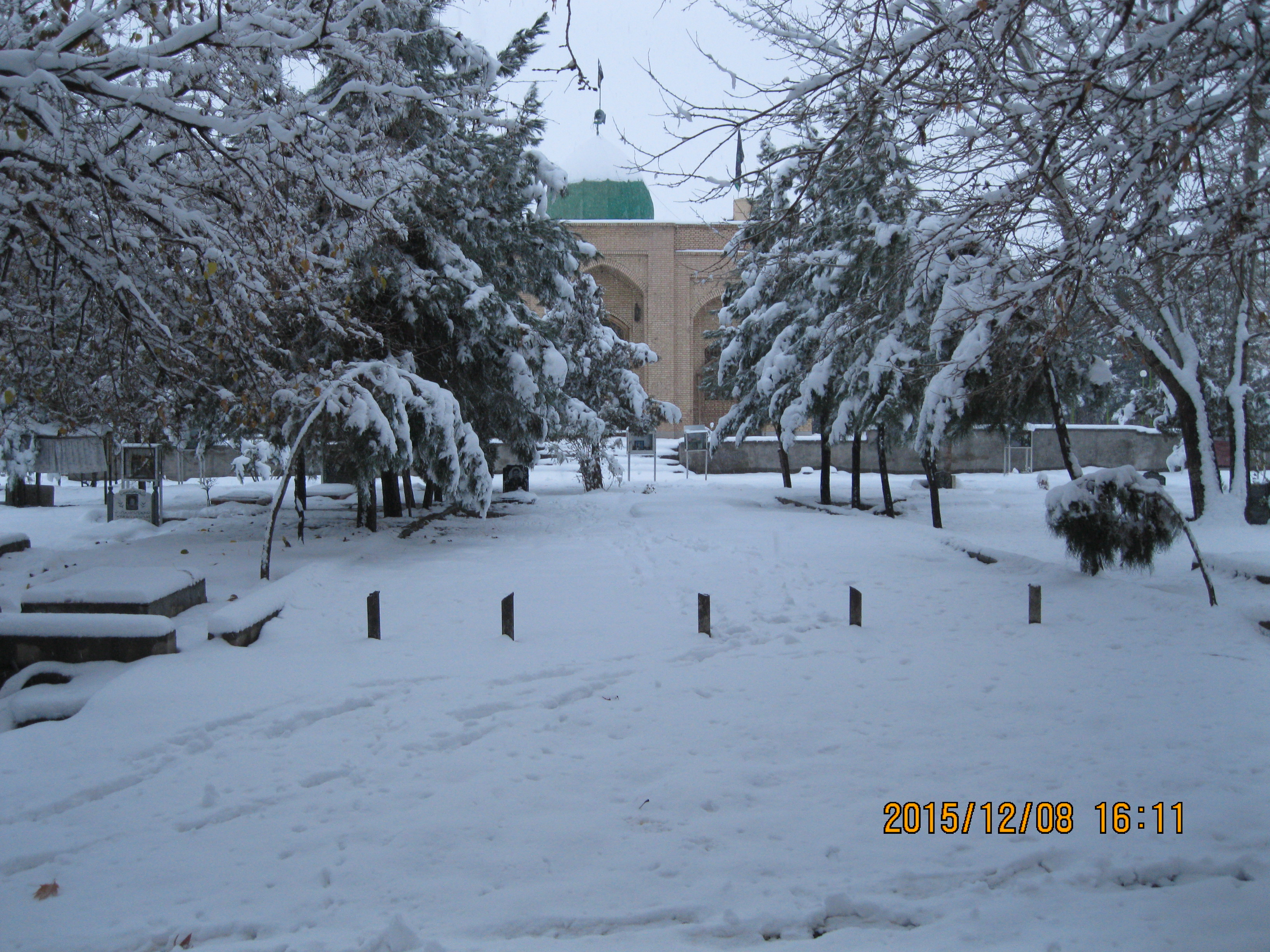
امامزاده سلطان سید حبیب حاجی‌آباد
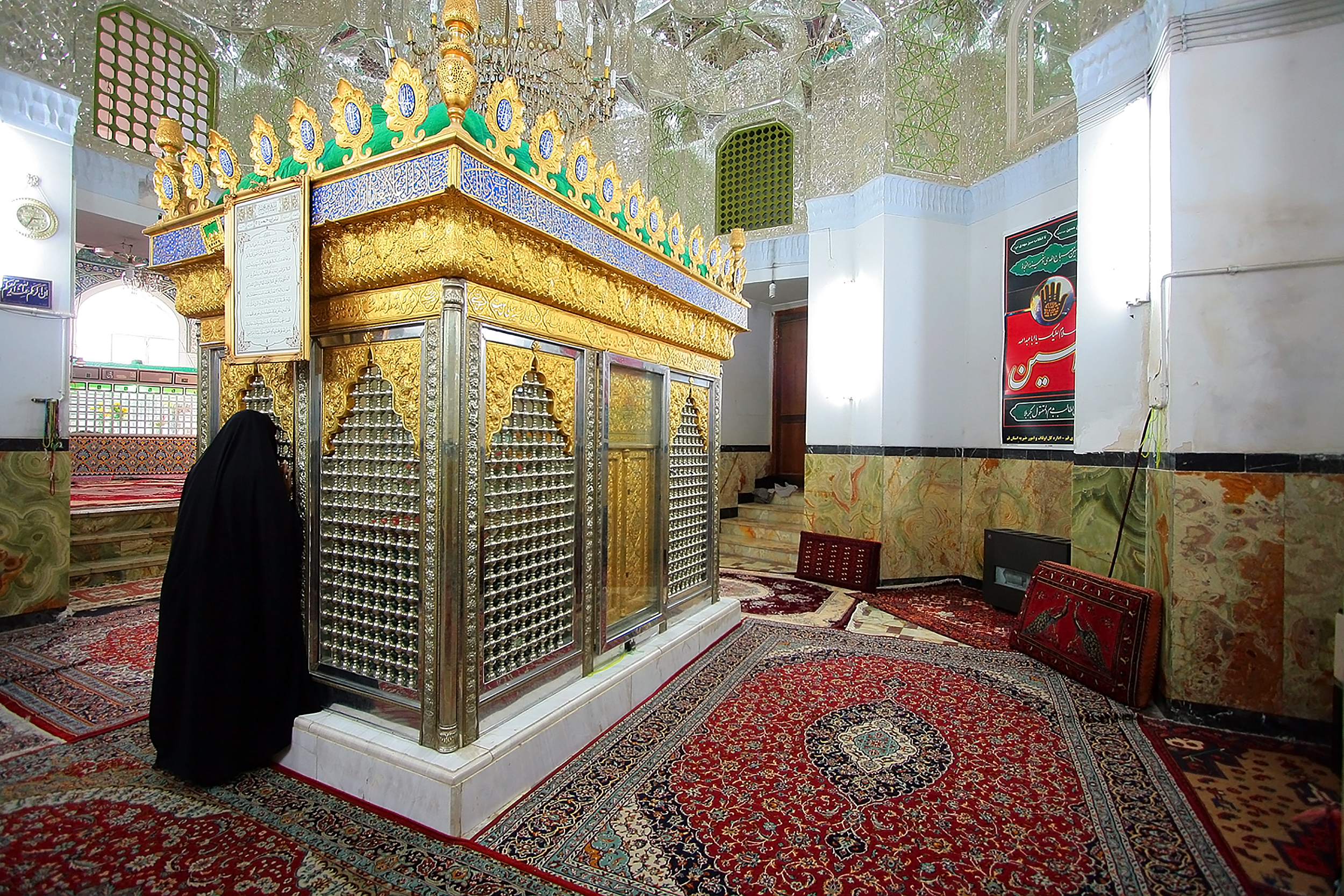
امامزاده حمزه قم
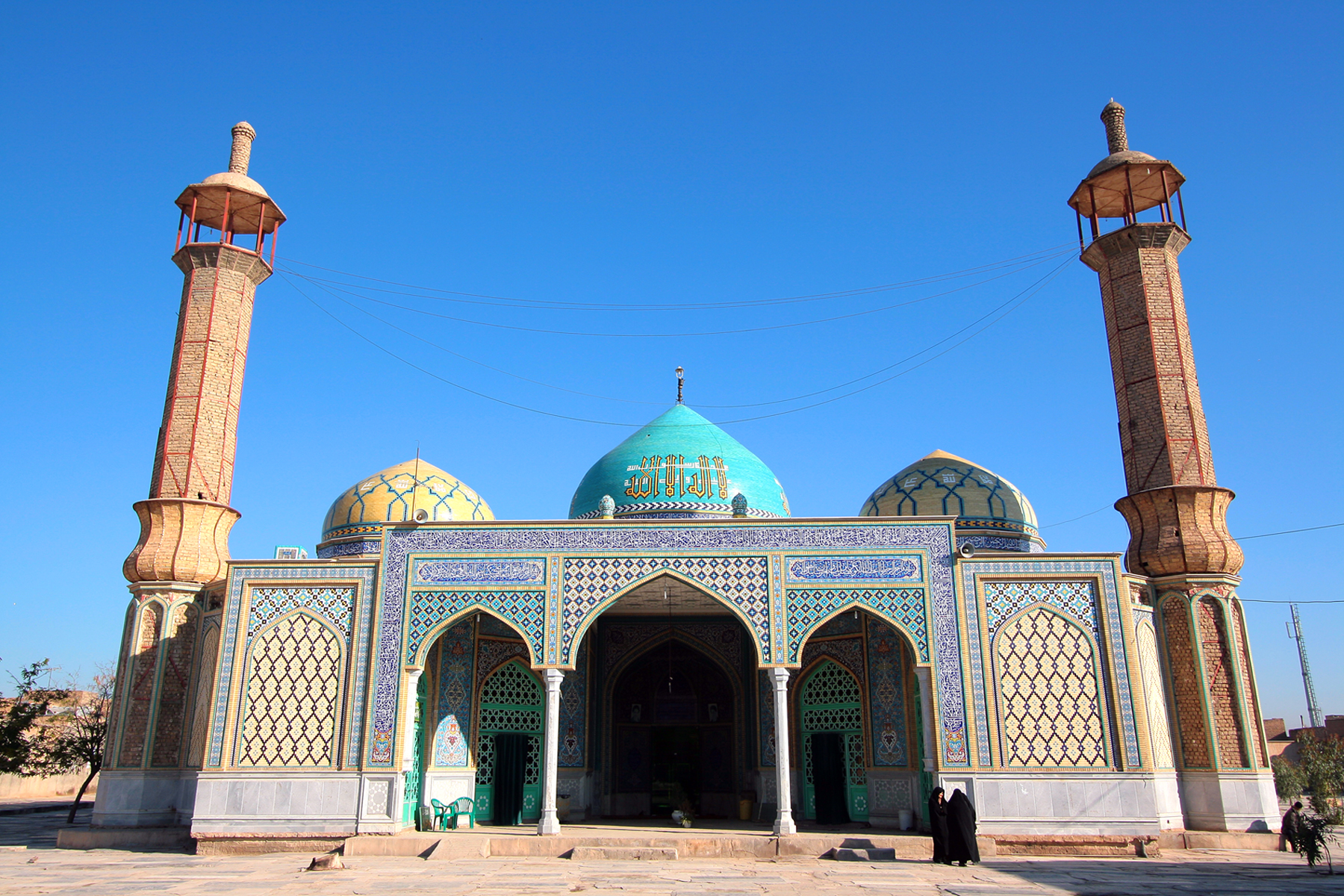
امامزاده ابراهیم قم
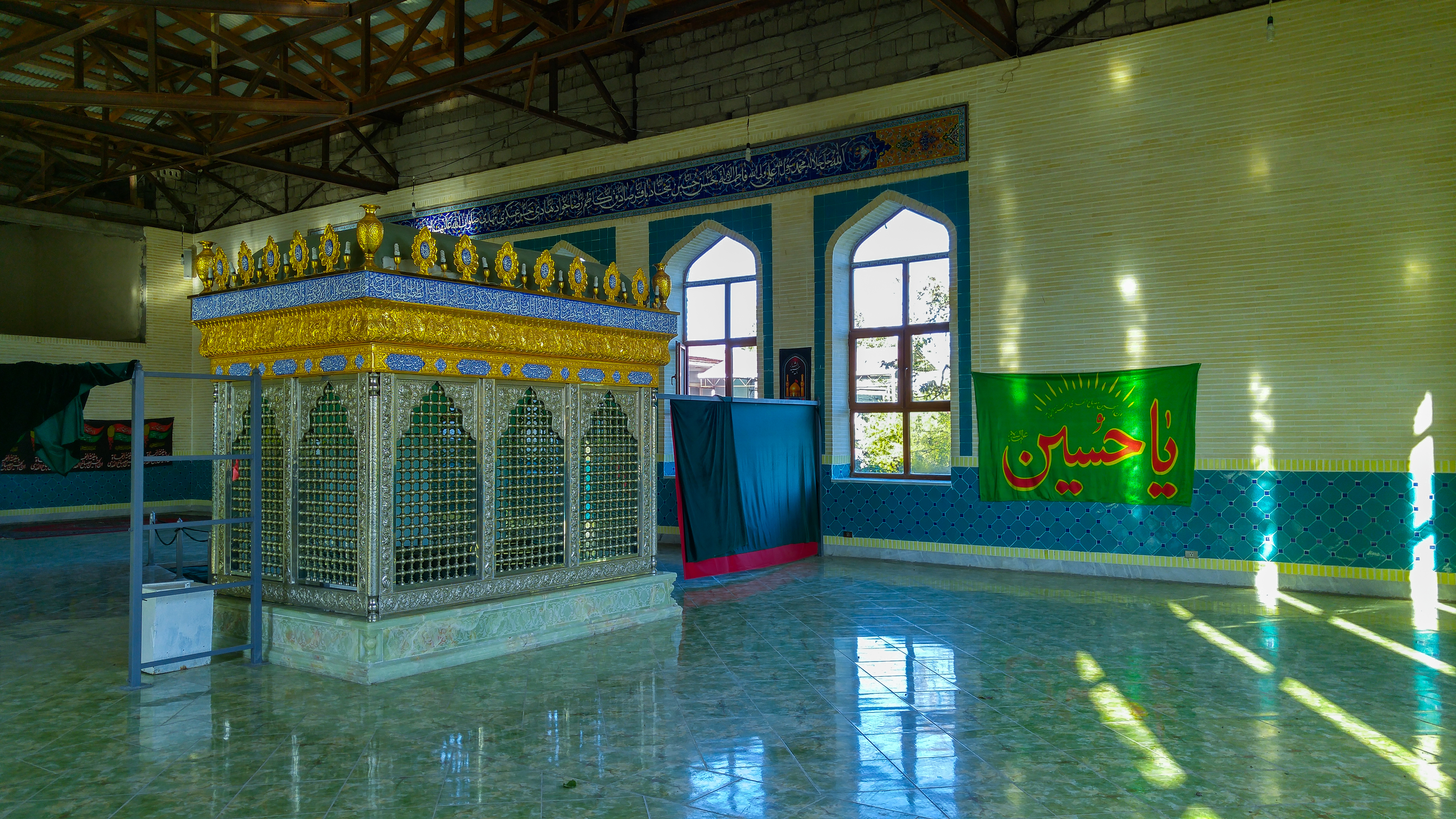
امامزاده سید لر در مارنئولی گرجستان
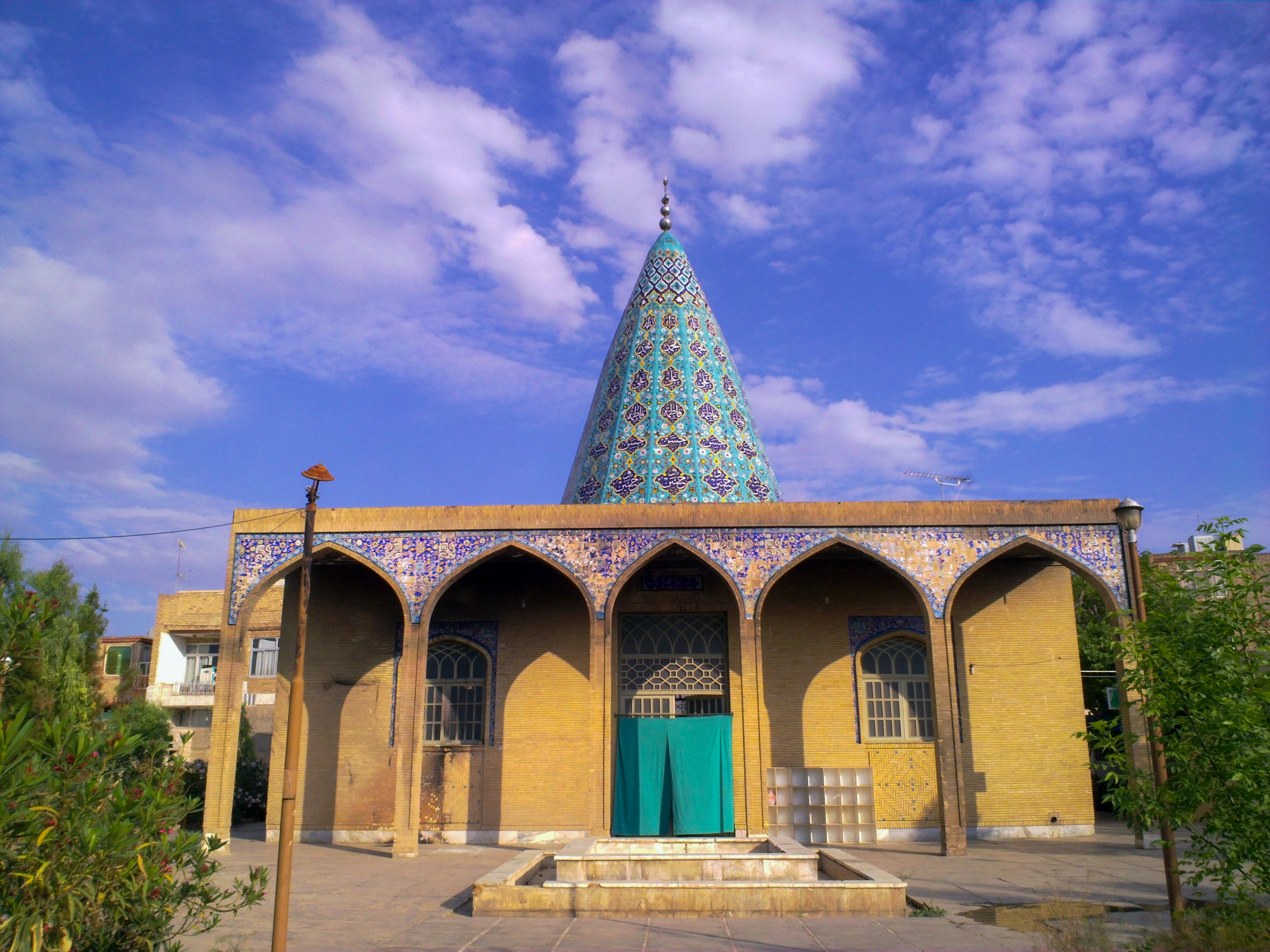
چهار امامزاده قم
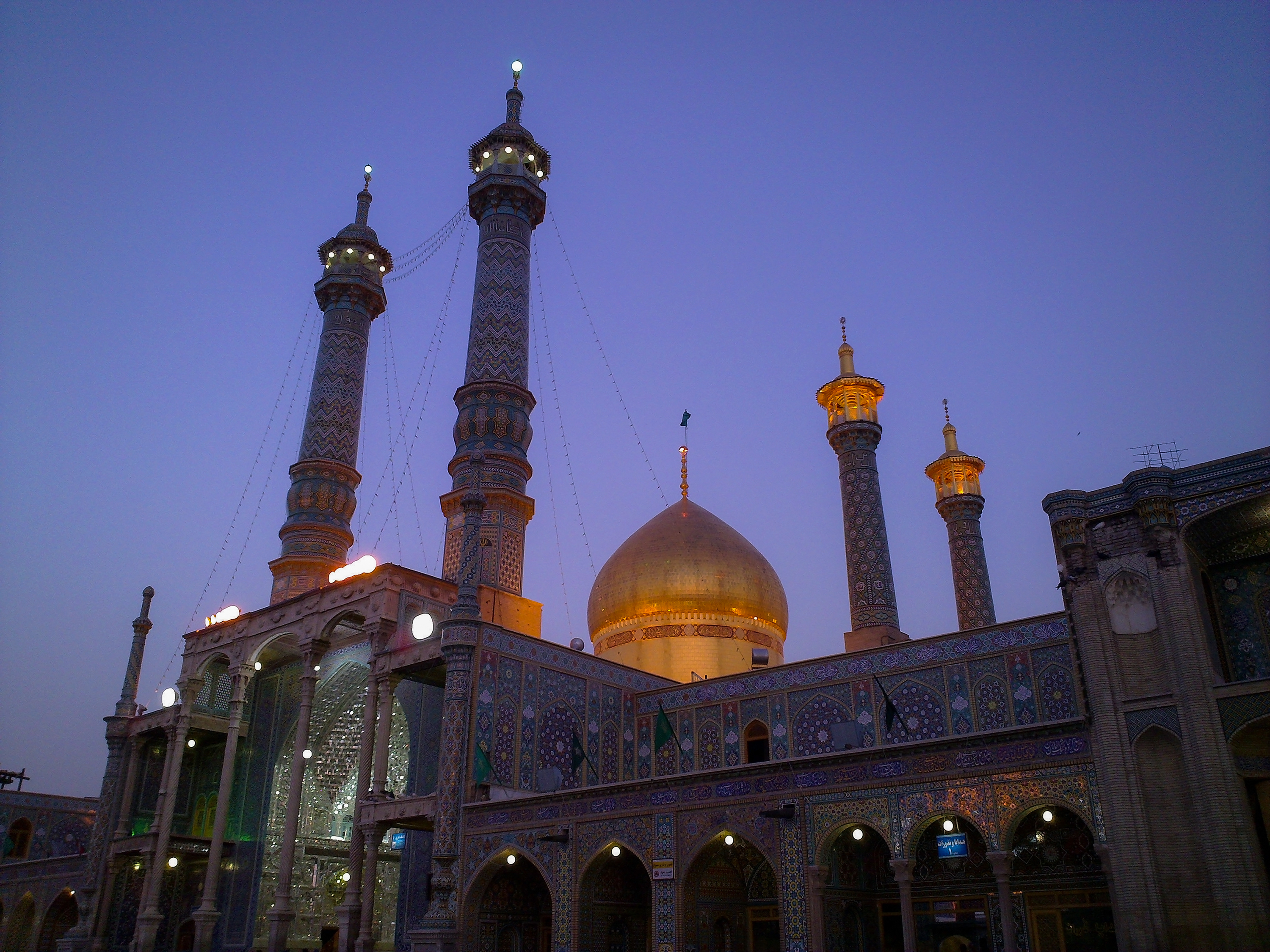
حرم فاطمه معصومه
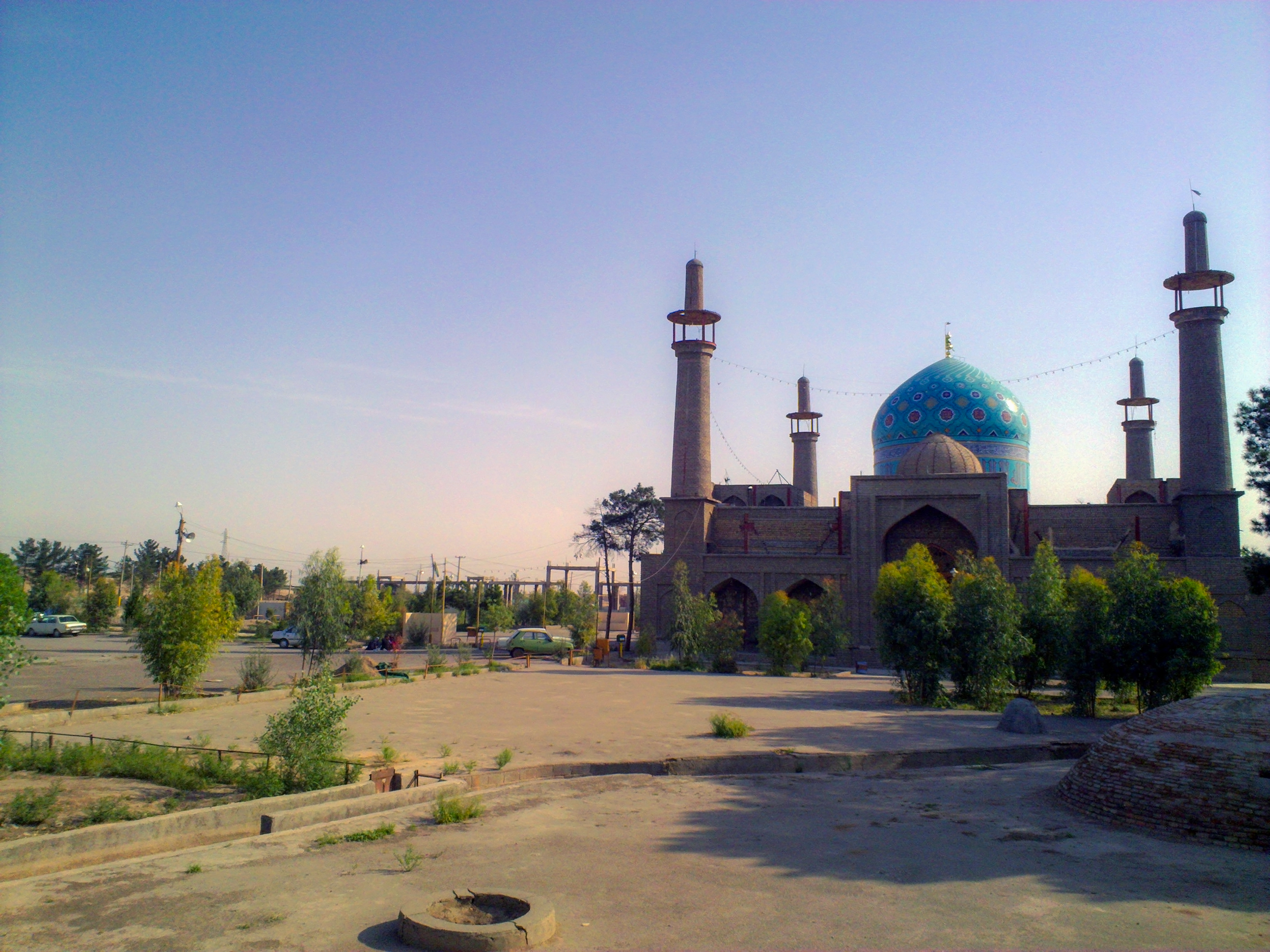
امامزاده جمال الدین قم
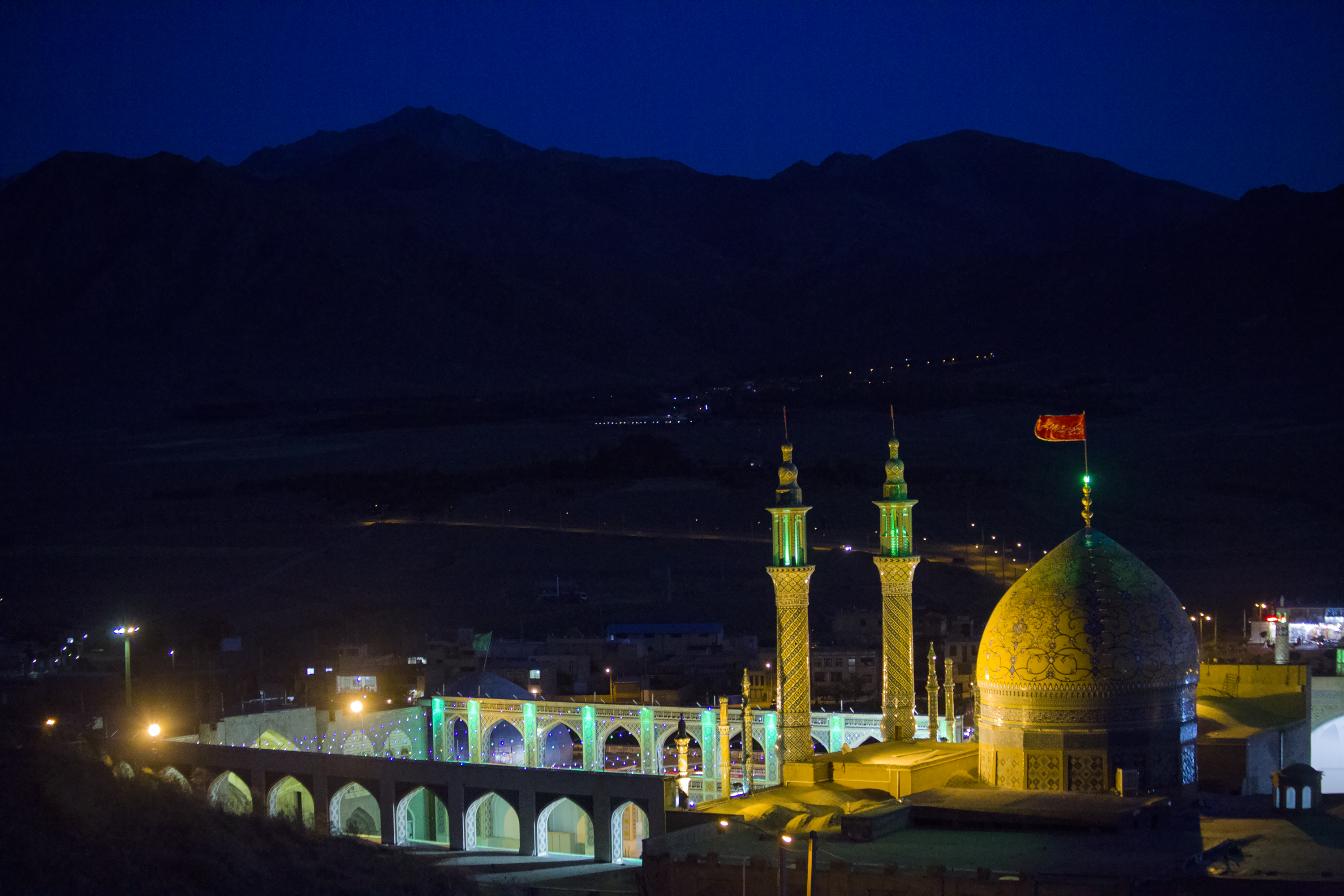
امامزاده سلطان علی بن محمد باقر در مشهد اردهال
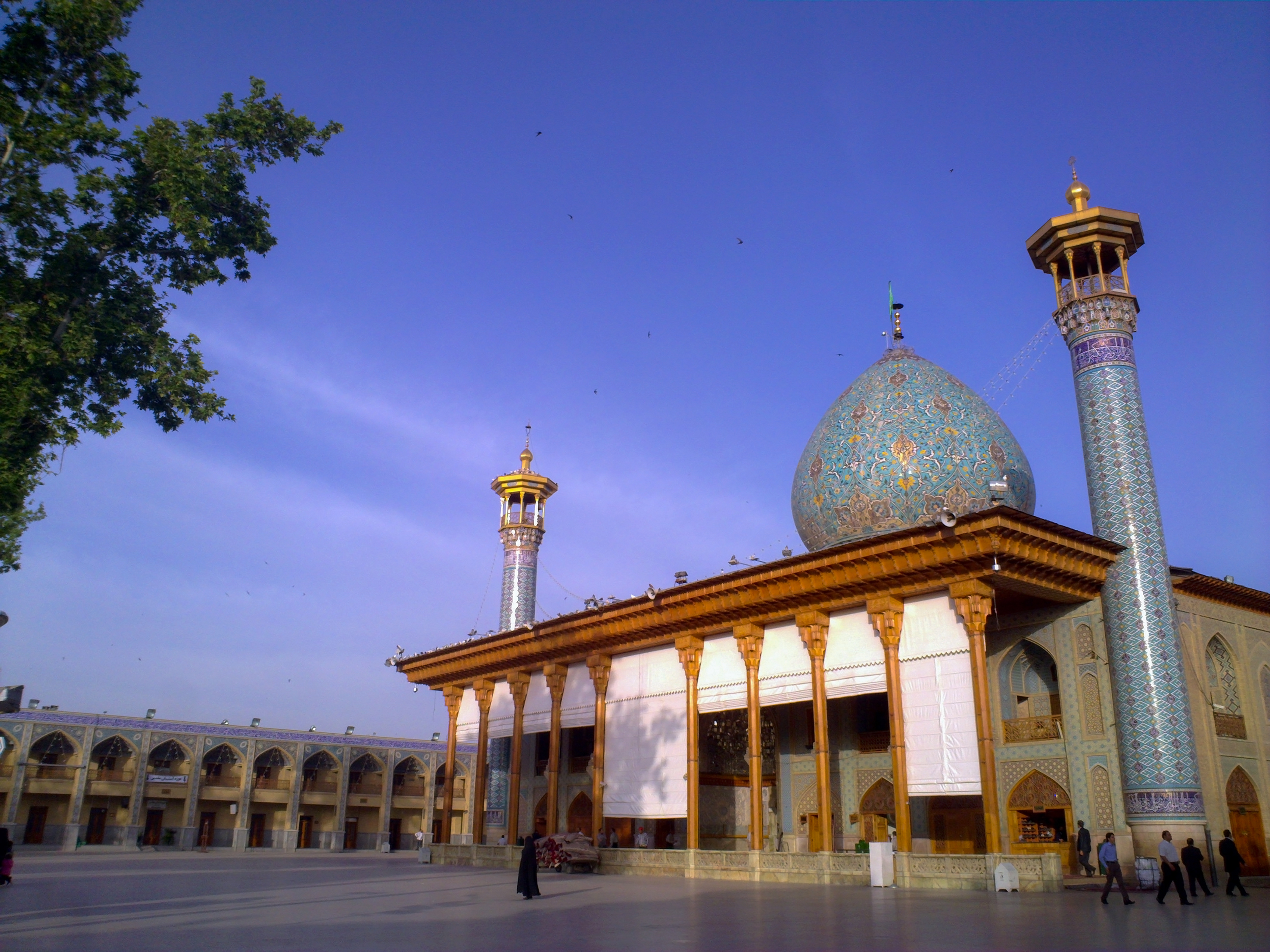
شاه چراغ در شیراز
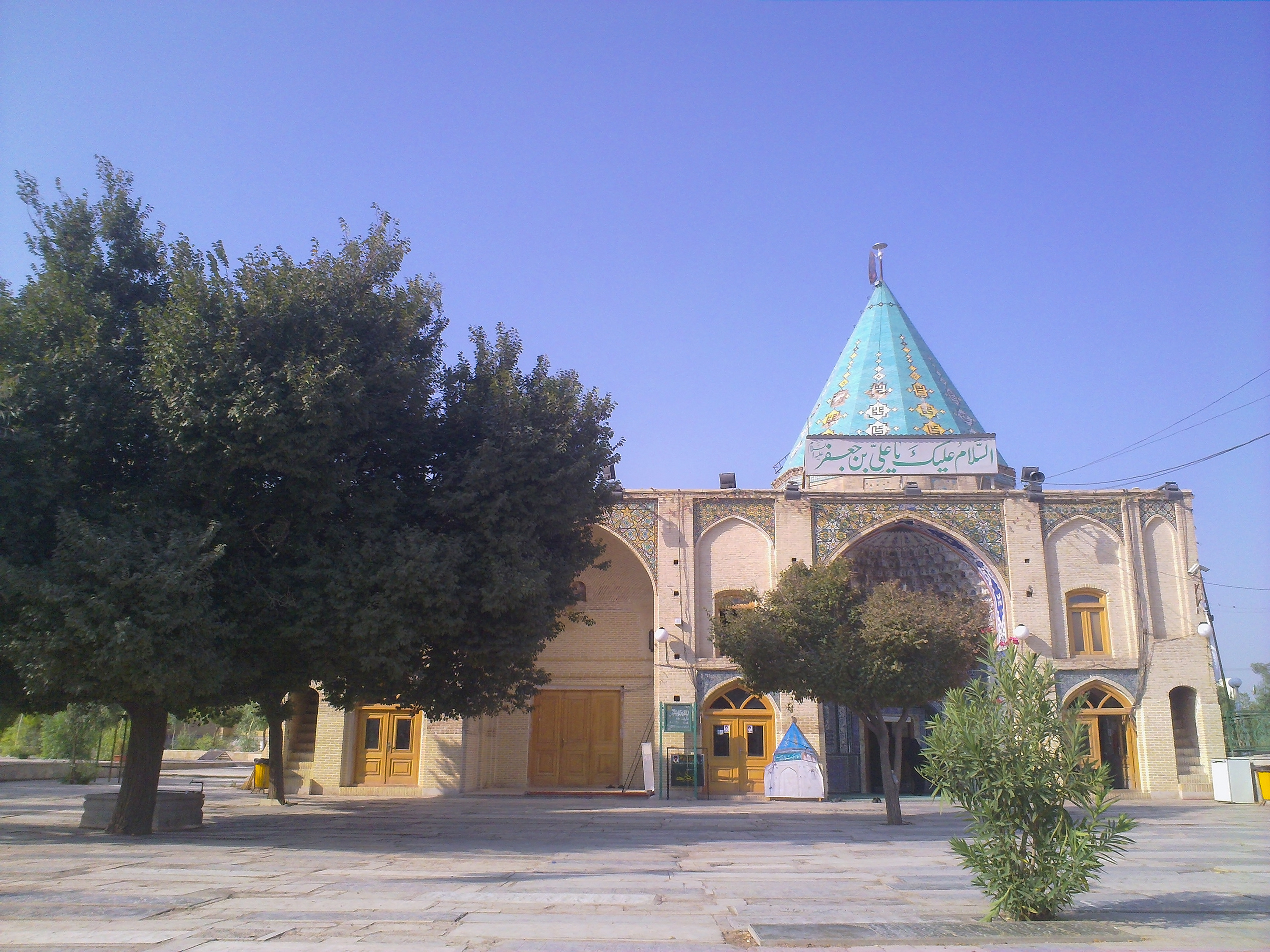
امامزاده درب بهشت قم
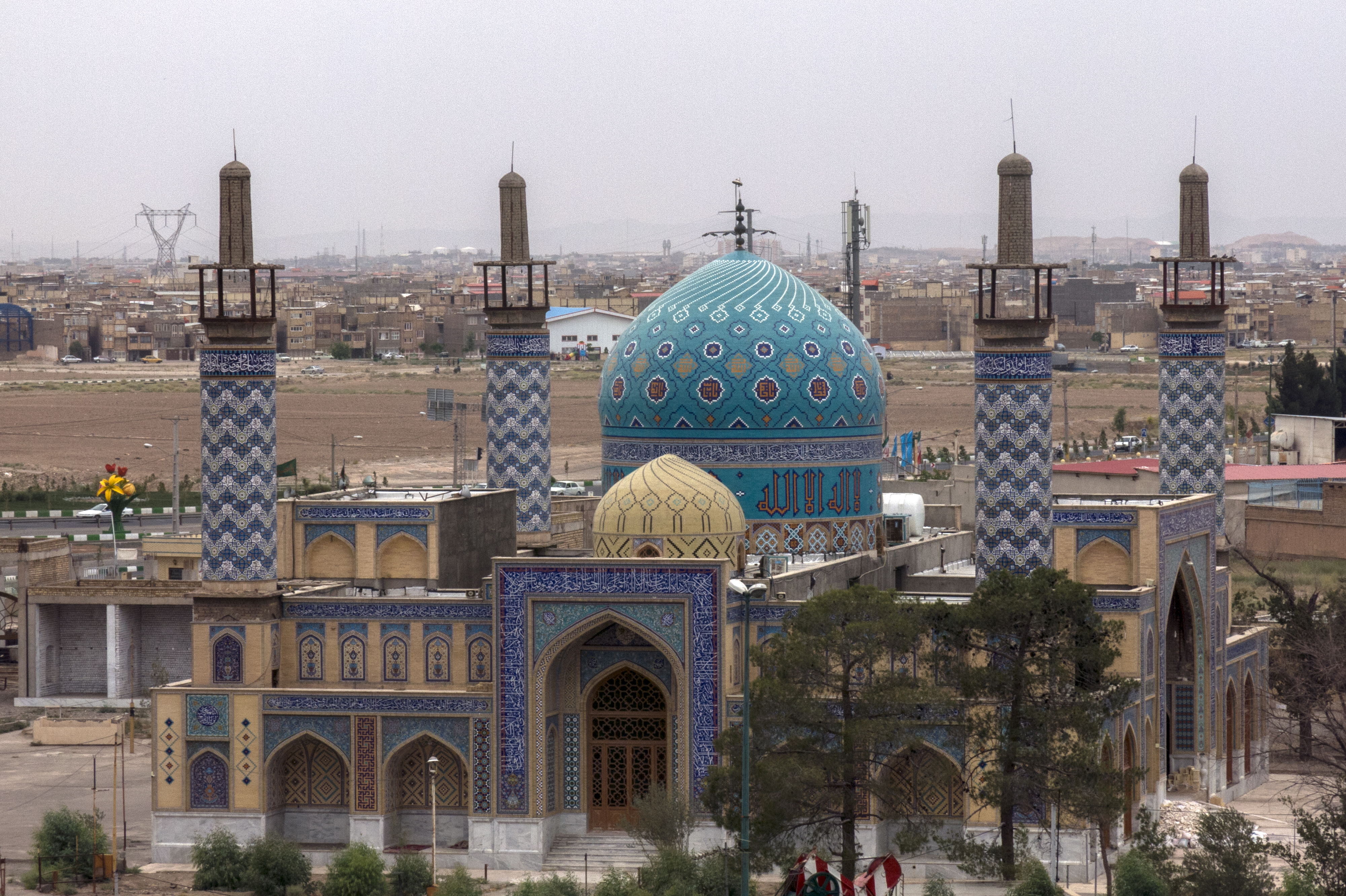
امامزاده شاه جمال قم
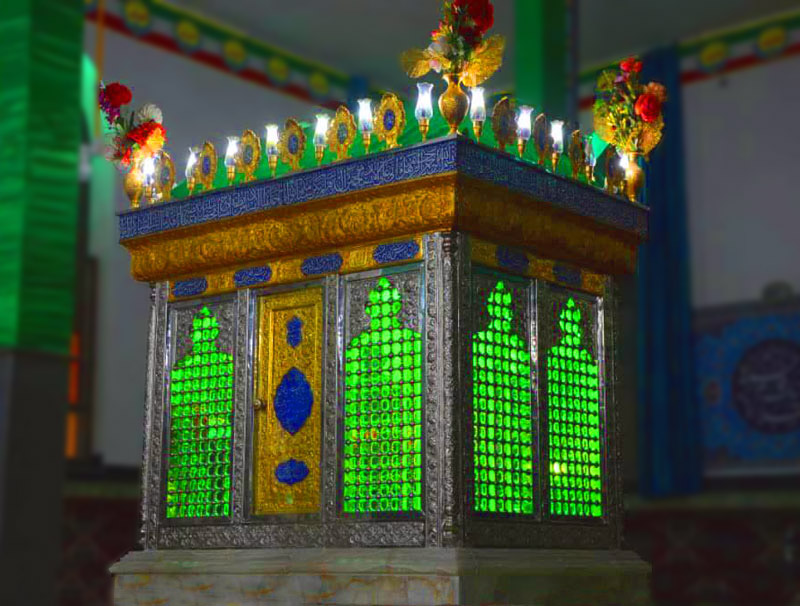
امامزاده سید محمد در مایان سفلی تبریز